# MariMar (álbum)
MariMar es un álbum soundtrack que Thalía el 14 de julio de 1994 lanzó para promocionar la telenovela Marimar.Thalía lanza también en este año Los deseos de Thalia: Grandes Éxitos y abandona la disquera Fonovisa.

## Información del disco
Mientras graba la telenovela Marimar, Thalía deja la disquera Fonovisa después de grabar: Thalía, Mundo de Cristal y Love, los 3 álbumes que impulsaron a Thalía al éxito.
También en ese año firma con EMI Music y comienza a grabar el álbum que saldría al año siguiente, «En éxtasis», pero antes Thalía decide lanzar su último disco oficial con Fonovisa "MariMar" en 1994, para hacer más famoso la telenovela del mismo nombre.
Aunque no tiene canciones inéditas, el disco se vendió gracias a la popularidad de la telenovela en todo el mundo.
Para promocionar el disco, Thalía lo presenta en el programa Siempre en domingo, donde canta la canción principal, y a versión remix de Marimar la utiliza en su presentación de Noche de Carnaval en Miami en 1995.

## Carátula del álbum
En la carátula o portada del álbum se ve a Marimar y Pulgoso y a la izquierda se ve que dice Thalia con la cruz egipcia de color rojo y abajo esta el logo de la telenovela "MariMar".

## Sencillos
El primer y único sencillo oficial es Marimar y su vídeo es producido por la Editora San Ángel: se puede ver a Thalia bailando en un escenario colorido con bongos y se muestran las escenas más importantes de la telenovela.

## Lista de las músicas
1. "Marimar"
2. "Tema de amor de Marimar"
3. "Tema triste de Marimar"
4. "Marimar" (Novela)
5. "Tema alegre de Marimar"
6. "Marimar Remix"

- Datos: Q10326374